# 杜蒂耶角
64°48′S 62°49′W / 64.800°S 62.817°W
杜蒂耶角是南極洲的海岬，位於葛拉漢地西岸，是安沃爾灣入口處的南部，由比利時的極地探險隊發現，以法國的生物學家命名，現時由南極條約體系管理。